# Сюзан Колинс
Сюзан Колинс (на английски: Suzanne Collins) е американска писателка на бестселъри в жанра фентъзи, научна фантастика и трилър, пише детски книги, и е телевизионен сценарист.

## Биография и творчество
Сюзан Колинс е родена на 10 август 1962 г. в Хартфорд, Кънектикът, САЩ. Тя е най-малката от четирите деца. Баща ѝ е офицер от Военновъздушните сили на САЩ, който служи по време на войната във Виетнам. Поради това семейството е в постоянно движение. Прекарва детството си в източната част на САЩ. Учи в гимназията „Карвър“ и в училището за изящни изкуства в Алабама през 1980 г. Била е ръководител на училищния театър. През 1985 г. завършва Университета на Индиана с бакалавърска степен по специалностите театър и телекомуникации. Продължава обучението си с магистърска степен по драма в Университета на Ню Йорк.
След дипломирането си работи известно време като клиничен директор на услугите за възрастни с ментални увреждания в здравната служба на Кембридж. През 1991 г. започва работа като сценарист за телевизионни предавания за деца. Работи и в няколко популярни телевизионни продукции на „Никелодеон“.
Докато работи по детския сериал „Generation O!“ се среща с автора на детски книги Джеймс Проймос. Той я вдъхновява сама да започне да пише. Първият роман „Gregor the Overlander“ от поредицата „Подземни хроники“ е публикуван през 2003 г. Той е вдъхновен от „Алиса в Страната на чудесата“. Книгата разказва историята на едно момче и неговото откритие на огромен нов свят, в който той се озовава, когато случайно пропада през решетката на перално помещение в нюйоркския си апартамент. Романът става бестселър и утвърждава Колинс като писател.
През септември 2008 г. е издадена първата книга „Игрите на глада“ от известната ѝ фантастична поредица. Той е вдъхновен отчасти от гръцкия мит за Тезей и Минотавъра, и от военната кариера на нейния баща, който ѝ позволява да има по-добро разбиране на бедността, глада и последиците от войната. Романът е в списъка на бестселърите на „Ню Йорк Таймс“ в продължение на 60 седмици. През 2012 г. „Игрите на глада“ е екранизиран в много успешния едноименен филм на режисьора Гари Рос с участието на Дженифър Лорънс, Стенли Тучи и Лиам Хемсуърт.
Серията „Игрите на глада“ е продължена през 2009 – 2010 г. с романите „Възпламеняване“ и „Сойка-присмехулка“. В резултат на значителната популярност на поредицата Сюзан Колинс е обявена от списание „Таймс“ за една от най-влиятелните личности за 2010 г., а „Амазон“ я обявява за един от най-продаваните автори за всички времена.
Сюзан Колинс живее със съпруга си, актьора Cap Прайър, и двете им деца в Санди Хук, Нютаун, Кънектикът.

## Произведения

### Серия „Подземните хроники“ (Underland Chronicles)
1. Gregor the Overlander (2003) – издадена и като „Gregor and the Rats of Underland“
Грегор Горноземеца, изд. „Екслибрис“ (2013), прев. Деница Райкова
2. Gregor and the Prophecy of Bane (2004)
Грегор и гибелното пророчество, изд. „Екслибрис“ (2014), прев. Деница Райкова
3. Gregor and the Curse of the Warmbloods (2005)
Грегор и проклятието на топлокръвните, изд. „Екслибрис“ (2014), прев. Деница Райкова
4. Gregor and the Marks of Secret (2006)
Грегор и тайните знаци, изд. „Екслибрис“ (2014), прев. Деница Райкова
5. Gregor and the Code of Claw (2007)
Грегор и шифърът на ноктите, изд. „Екслибрис“ (2014), прев. Деница Райкова

### Серия „Игрите на глада“ (Hunger Games)
1. The Hunger Games (2008)
Игрите на глада, изд. „Екслибрис“ (2009, 2014), прев. Деница Райкова
2. Catching Fire (2009)
Възпламеняване, изд. „Екслибрис“ (2010, 2014), прев. Деница Райкова
3. Mockingjay (2010)
Сойка-присмехулка, изд „Екслибрис“ (2011, 2014), прев. Деница Райкова

#### Съпътстващи издания
- The Ballad of Songbirds and Snakes (2020) – предистория
Балада за пойни птици и змии, изд. „Екслибрис“ (2020), прев. Неза Михайлова и Илиян Лолов

### Участие в серии с други писатели

#### Серия „Тайните файлове на Шелби Ву“ (Mystery Files of Shelby Woo)
11. Fire Proof (1999) – романизация по сериала
от серията има още 13 романа от различни автори

### Детски книги
- When Charlie McButton Lost Power (2005)
- Year of the Jungle (2013)

### Филмография
- 1993 Clarissa Explains It All – ТВ сериал
- 1995 Little Bear – ТВ сериал
- 1997 – 1998 The Mystery Files of Shelby Woo – ТВ сериал
- 2000 – 2001 Generation O! – ТВ сериал
- 2001 Santa, Baby! – ТВ филм
- 2008 – 2009 Wow! Wow! Wubbzy! – ТВ сериал
- 2011 Ticket Out – сценарий
- 2012 Игрите на глада, The Hunger Games – по романа, сценарий, изпълнителен продуцент
- 2013 Игрите на глада: Възпламеняване, The Hunger Games: Catching Fire – по романа „Възпламеняване“, изпълнителен продуцент
- 2014 Игрите на глада: Сойка-присмехулка – част 1, The Hunger Games: Mockingjay – Part 1 – по романа „Сойка-присмехулка“
- 2015 Игрите на глада: Сойка-присмехулка – част 2, The Hunger Games: Mockingjay – Part 2 – по романа „Сойка-присмехулка“

### Книги за Сюзан Колинс
- The Hunger Games Companion: The Unauthorized Guide to the Series (2011) – от Лоис Греч
- Katniss the Cattail (2012) – от Валери Естел Франкел